# Clifton (Arizona)
Clifton è una località degli Stati Uniti d'America, situata nella contea di Greenlee, nello Stato dell'Arizona, lungo il fiume San Francisco. La popolazione della città ammonta a 3.311 abitanti, secondo il censimento del 2010.
Clifton e Morenci (sempre nello stato dell'Arizona), sono considerate un'unità economica dall'Arizona Department of Commerce.

## Geografia fisica
Secondo l'Ufficio del censimento degli Stati Uniti d'America, la città ha una superficie totale di 15,0 miglia quadrate (39 km²), di cui 14,9 miglia quadrate (39 km²) è costituito dalla terra ferma, e 0.1 miglia quadrate (0,26 km²), o lo 0,80%, è costituito dall'acqua. Clifton ha un clima caldo semi-arido (Köppen BSh). Le estati sono molto calde e a volte umide, mentre la maggior parte delle precipitazioni hanno luogo tra luglio e ottobre. L'anno più piovoso è stato il 2004 con 28.49 pollici (723,6 mm) compresi 6,97 pollici (177,0 mm) nel mese di agosto, mentre l'anno più secco è stato il 1924 con soli 4,85 pollici (123,2 mm) dei quali solo 1,98 pollici (50,3 mm) tra luglio e ottobre Gli inverni sono miti (anche se con notti molto fredde) e secchi, mentre la neve dal 1892 è stata registrata solo in quattordici anni.

## Infrastrutture e trasporti
Clinton è attraversata dalla U.S. Route 191 e dalla Arizona Eastern Railway.

## Amministrazione
Il sindaco è Felix Callicotte, il vice Luis M Montoya, mentre nel Membro del Consiglio fanno parte Barbara Ahmann, Raymond Lorenzo, B Waddell Reyes, Roy Tyler, e Ray West.